# Ameerega altamazonica
Ameerega altamazonica är en groddjursart som beskrevs av Evan Twomey och Brown 2008. Ameerega altamazonica ingår i släktet Ameerega och familjen pilgiftsgrodor. Inga underarter finns listade i Catalogue of Life.